# Giovanni Carraro
Giovanni Carraro (Dolo, 20 novembre 2002) è un nuotatore italiano.

## Biografia
La sua squadra di club è il Riviera Nuoto Dolo.
È stato convocato ai Giochi del Mediterraneo di Orano 2022 in cui ha vinto l'oro nella staffetta 4x100 m stile libero, con Luca Serio, Alessandro Bori e Filippo Megli.

## Palmarès
- Giochi del Mediterraneo

Orano 2022: oro nella 4x100m sl;
- Universiadi

Chengdu 2023: argento nei 100m sl, nella 4x100m misti e nella 4x100m sl mista, bronzo nella 4x100m sl.